# IOS 17
iOS 17 es la actual decimoséptima versión del sistema operativo móvil iOS desarrollado por Apple para su línea de productos iPhone. Se anunció en la WWDC (Apple Worldwide Developers Conference) el 5 de junio de 2023, como sucesor de iOS 16.El 10 de junio de 2024, Apple anunció IOS 18.
La versión pública estable de iOS 17 ha sido lanzada por Apple el 18 de septiembre de 2023.

## Historia

### Actualizaciones
La primera beta para desarrolladores de iOS 17 se publicó el 5 de junio de 2023.
- iOS 17.0: La primera versión beta para desarrolladores de iOS 17 se lanzó el 5 de junio de 2023. A diferencia de años anteriores, el programa beta para desarrolladores está abierto a cualquier persona que tenga una cuenta gratuita de desarrollador de Apple, sin necesidad de suscripción.[5]
- El 18 de septiembre se lanza oficialmente iOS 17.
- iOS 17.0.1: La primera actualización estable para los iPhones compatibles, está actualización llegó para corregir errores que se presentaban en la versión anterior y que también llegó a afectar a los nuevos iPhone 15.

## Características
Apple introdujo una amplia gama de nuevas características, desde los mensajes, FaceTime e incluso la app del teléfono.

### Pantalla de bloqueo
- La nueva pantalla de bloqueo conserva las características que tenía en iOS 16 pero ahora con la capacidad de modificar el ancho de las letras (Fecha y Hora), también se mejoró el pack de fondos llamado Astronomia.
- Es posible crear múltiples pantallas de bloqueo que se pueden configurar en cualquier momento.

### En Espera
En Espera o Stand By es un modo que permite que cuando el iPhone está cargando de forma horizontal, muestre un reloj con diferentes carátulas, también tiene un modo noche que cuando está oscuro cambia la carátula en rojo para que no interrumpa el sueño del usuario.

### FaceTime
Ahora puedes usar el iPhone en su modo cámara de continuidad para tener tus videollamadas a través de un Apple TV, también si a quien llamas no responde, puedes dejarle un videomensaje para que lo vea después.

### Mensajes
Ahora puedes hacer tus propios stickers únicos, con fotos normales o Live Photos, además de tener la libertad de ponerlo en cualquier parte del chat.

### Widgets
Ahora los widgets son un poco más interactivos y variados.

### NameDrop
Ahora cuando se acerque un iPhone al de otra persona, se compartirá su tarjeta de contacto mutuamente, esto para evitar copiar números de teléfono y correos electrónicos, etc.

### AirDrop
Ahora para iniciar un AirDrop, solo acerca un teléfono con el otro y se compartirá en automático, también si vas a pasar archivos grandes y necesitas irte del lugar, puedes hacerlo porque la transferencia continuara vía internet.

### SharePlay
Acerca tu teléfono al de otra persona y empezará a compartir lo que estés escuchando, o viceversa.

### Autocorrector
Ahora solo presiona la barra espaciadora para que iOS complete tu oración por ti.

### Safari
- Capacidad de hacer cuentas con datos divididos
- Navegación Privada requiere datos biométricos para poder ser visualizada

### CarPlay y Apple Music
Ahora todos pueden administrar la música en el auto, aun si están en el asiento trasero.

### AirPlay
Apple dice que lo integrara en hoteles para que puedas usar las pantallas solo con escanear un QR.

### AirPods
Mas modos que te permiten estar conectado con tu entorno pero sin interrumpir tu música.

### Mapas
Descarga una zona para después poder verla de forma offline.

### Siri
Ahora solo di la palabra Siri para activar el asistente.

### Diario
Ahora en esta app en el sistema operativo iOS 17.2 se adquiere esta app, esta app funciona como si fuera un diario íntimo convencional que es de manera física pero ahora de manera digital para iPhone, donde se escribe sobre las reflexiones de su vida cotidiana y que para evitar que accedan a la app, aplican un método de desbloqueo a través de Touch ID o Face ID o través de la clave de acceso del dispositivo.

### Nuevos tonos de llamada y mensajes
Ahora se añadieron 18 tonos de llamada y 11 tonos de mensajes nuevos a los iPhone, que titulan a los de llamada: Alba, Arpegio, Bocado, Cuadratín, Cuento, Despliegue, Dosel, Gyasa, Inclinación, Marmita, Mercurio, Mosaico, Pasos, Plántula, Radial, Refugio, Salida y Trino. A los tonos de mensaje siguen manteniendo los tonos titulados: Acorde y Nota desde la actualización de iOS 7, pero en esta actualización les titulan a los nuevos de mensaje: Bienvenida, Gota, Hito, Pasaje, Portal, Rebote, Regocijo, Tintineo, Tobogán, Traspaso, Travesura. Mientras los tonos de iOS 7, se movieron a la sección de tonos clásicos, incluyendo los antiguos tonos originales desde la creación del iPhone.

## Dispositivos compatibles
iOS 17 es la versión que dejará de ser compatible con el chip A11 Bionic, o sea con el iPhone 8/8 plus y el iPhone X. Dejará de ser compatibles siendo compatible con las versiones posteriores de estos. Sin embargo, los dispositivos con A12 Bionic SoC ( iPhone XS y XS Max y iPhone XR ) y A13 Bionic SoC ( iPhone 11, iPhone 11 Pro y 11 Pro Max y iPhone SE (segunda generación) ) tienen soporte limitado. Los dispositivos con un SoC Bionic A14 o posterior ( serie iPhone 12 y posteriores) son totalmente compatibles. A continuación los productos compatibles con este sistema.
- iPhone XR
- iPhone XS
- iPhone XS Max
- iPhone 11
- iPhone 11 Pro
- iPhone 11 Pro Max
- iPhone SE (2020)
- iPhone 12
- iPhone 12 Mini
- iPhone 12 Pro
- iPhone 12 Pro Max
- iPhone 13
- iPhone 13 Mini
- iPhone 13 Pro
- iPhone 13 Pro Max
- iPhone SE (2022)
- iPhone 14
- iPhone 14 Plus
- iPhone 14 Pro
- iPhone 14 Pro Max
- iPhone 15
- iPhone 15 Plus
- iPhone 15 Pro
- iPhone 15 Pro Max